# Знаменский (Марий Эл)
Зна́менский — посёлок в Медведевском районе Республики Марий Эл, административный центр Знаменского сельского поселения.

## География
Расположен на левом берегу реки Семёновка. Находится в 15 км на восток от районного центра посёлка городского типа Медведева и в 7 км на восток от столицы республики города Йошкар-Олы. Граничит на западе с городом Йошкар-Ола, на севере — с селом Семёновка.

## История
С 1929 года нынешний посёлок входил в Семёновский сельсовет. Была всего одна улица, которая сейчас называется Первомайской. Проживало в посёлке 240 человек.
В посёлке находилась контора совхоза «Большевик», образованного на базе пятого отделения совхоза «Семёновский» в марте 1962 года. Первым его директором был Сергей Федорович Новосёлов (1962—1968).
В августе 1973 года состоялось собрание граждан, проживающих на центральной усадьбе совхоза «Большевик», которые обсудили вопрос о присвоении наименования новому посёлку. Было принято решение: из улиц Новой, Заречной, Совхозной и деревни Семеновка образовать посёлок и назвать его Знаменский. По Указу Верховного Совета Марийской АССР от 23 августа 1973 года зарегистрирован вновь возникший на базе центральной усадьбы совхоза «Большевик» на территории Семёновского сельсовета населённый пункт — посёлок Знаменский. Был издан Указ Президиума Верховного Совета Марийской АССР о частичном изменении административно-территориального деления Марийской АССР. В нём говорилось: образовать в Медведевском районе Знаменский сельсовет с центром в посёлке Знаменском, включив в его состав посёлок Знаменский, деревни Гари, Гражданка, Егорьевск, Киярсир, Кугунерка, Никиткино, Орешкино, Паганур, Петропавловка, Пиштер, Рим, Рябинка, Федоскино, Яметкино, исключив их из состава Семёновского сельсовета Медведевского района.
Совхоз вёл большое строительство. Из неперспективных деревень Петропавловка, Орешкино, Егорьевка, Рябинка, Гражданка перевозились дома в посёлок Знаменский. Так здесь появились улицы Кирпичная, Луговая, Полевая. Одна из новых улиц носит имя Черепанова — воина-десантника, погибшего при исполнении своего долга. На этой улице в 1985 году был построен новый детсад на 130 мест.

## Население
| 2002  | 2010  | 2011  | 2012  | 2013  | 2017  | 2020  |
| ----- | ----- | ----- | ----- | ----- | ----- | ----- |
| 2364  | ↗2444 | ↗2527 | ↘2518 | ↗2822 | ↗3103 | ↗3214 |
| 2021  |       |       |       |       |       |       |
| ↗3219 |       |       |       |       |       |       |

### Национальный состав
| № |         | Численность населения, чел. (2014) | % от всего |
| - | ------- | ---------------------------------- | ---------- |
|   | всего   | 2822                               | 100,00 %   |
| 1 | Марийцы | 1282                               | 45,43 %    |
| 2 | Русские | 1232                               | 43,66 %    |
| 3 | Татары  | 210                                | 7,44 %     |
| 4 | Чуваши  | 98                                 | 3,47 %     |

## Предприятия
- Сельскохозяйственный народный кооператив Колхоз «Нива». 92 работника.
- ООО «Византия». Производство деревянных межкомнатных дверей.
- ООО «Актау». Производство деревянных межкомнатных дверей.
- ООО «Центр Погонажных изделий».
- ООО «КамАЗавтосервис». Официальный дилер ОАО «КамАЗ» в Республике Марий Эл.
- ООО «Компания БАМ».
- ООО «Славия-М».
- ООО «Транс».

## Транспорт

### Улично-дорожная сеть
Протяжённость улично-дорожной сети посёлка — 8,7 км. Покрытие дорог — асфальт, щебень, грунт..

### Общественный транспорт
Посёлок является частью сети общественного транспорта Йошкар-Олы. Через посёлок проходят следующие маршруты:
- Автобус № 3 (Улица Прохорова — Туруново)
- Автобус № 15 (ТЭЦ-2 — Знаменский)
- Маршрутное такси № 18к (Опытное поле — Семёновка)
- Маршрутное такси № 20к (Руэм — Знаменский)
- Маршрутное такси № 30к (Руэм — Знаменский)
- Маршрутное такси № 40к (Сады «Ветеран» — Туруново)

## Образование
- Муниципальное образовательное бюджетное учреждение «Знаменская средняя общеобразовательная школа». 249 обучающихся[12].
- Муниципальное дошкольное образовательное бюджетное учреждение «Знаменский детский сад „Василёк“». Основан в 1985 году. 190 обучающихся[13].

## Культура
- Муниципальное бюджетное учреждение культуры «Знаменский культурно-досуговый центр».

## Здравоохранение
- Знаменская амбулатория. 6 работников.
- Знаменский ветеринарный пункт. 1 работник.